# Eparchia sierdobska
Eparchia sierdobska – jedna z eparchii Rosyjskiego Kościoła Prawosławnego, z siedzibą w Sierdobsku. Wchodzi w skład metropolii penzeńskiej. 
Eparchia powstała na mocy decyzji Świętego Synodu Rosyjskiego Kościoła Prawosławnego z 26 lipca 2012 poprzez wydzielenie z eparchii penzeńskiej. Jej pierwszym ordynariuszem został 19 sierpnia 2013 biskup Mitrofan (Sieriogin).
W ramach administratury działa dziewięć dekanatów grupujących parafie (w łącznej liczbie 138) oraz dekanat monasterów. W eparchii służy 58 duchownych. Podlegają jej następujące klasztory:
- Kierieński Monaster Tichwińskiej Ikony Matki Bożej w Wadińsku, męski
- Pustelnia Kazańskiej Ikony Matki Bożej i św. Aleksego w Sazanju, męska
- Monaster św. św. Antoniego i Teodozjusza Pieczerskich w Narowczacie, męski
- Monaster Trójcy Świętej w Skanowie, żeński[1].